# Defäkationsreflex
Der Defäkationsreflex (auch Stuhlreflex oder Kotentleerungsreflex) ist ein zusammengesetzter Reflex, über den die Speicherfunktion des Mastdarms sowie der Stuhlgang reguliert werden. Der Defäkationsreflex hat eine unwillkürliche und eine willkürliche Komponente.

## Anatomischer Hintergrund
Der Mastdarm wird durch zwei Schließmuskeln verschlossen. Der Musculus sphincter ani internus (innerer Analschließmuskel) ist eine Verstärkung der glatten Muskulatur der Ringmuskelschicht der Darmwand und ist nicht willkürlich beeinflussbar, sondern wird über das vegetative Nervensystem reguliert. Der Musculus sphincter ani externus (äußerer Analschließmuskel) besteht dagegen aus Skelettmuskulatur und wird über den Nervus pudendus innerviert. Er unterliegt auch der willkürlichen Kontrolle durch die Großhirnrinde. Darüber hinaus tragen das Gefäßgeflecht in der Mastdarmwand (Corpus cavernosum recti) und der Musculus puborectalis zum Stuhlhaltevermögen (Stuhlkontinenz) bei.

## Reflexablauf
Man unterscheidet einen intrinsischen und einen parasympathischen Defäkationsreflex.
Intrinsischer Defäkationsreflex

Durch die vermehrte Füllung im Enddarm kommt es zur Reizung der Dehnungsrezeptoren in der Mastdarmwand. Die Impulse werden an den Plexus myentericus geleitet, der eine schwache peristaltische Welle in Richtung Darmausgang auslöst. Unter dem Einfluss hemmender Nervenbahnen erschlafft der innere Schließmuskel, der äußere bleibt unter willkürlicher Kontrolle.
Parasympathischer Defäkationsreflex

Der Dehnungsreiz wird über Afferenzen (zum Zentralnervensystem hinführende Nervenbahnen) Kreuzabschnitt des Rückenmarks (Sakralmark) geleitet. Hier erfolgt eine Umschaltung auf Efferenzen (vom Zentralnervensystem wegführende Nervenbahnen) des Parasympathikus. Diese verlaufen über den Nervus pelvicus zum Plexus myentericus und lösen eine kräftige peristaltische Welle in Colon und Mastdarm aus. Der erhöhte Druck im Mastdarm löst Stuhldrang aus. Wie beim intrinsischen Reflex wird eine reflektorische Erschlaffung des inneren Analschließmuskels ausgelöst, die reflektorische Anspannung des äußeren Analschließmuskels verhindert jedoch den Stuhlabsatz bis zur willkürlichen Abgabe.

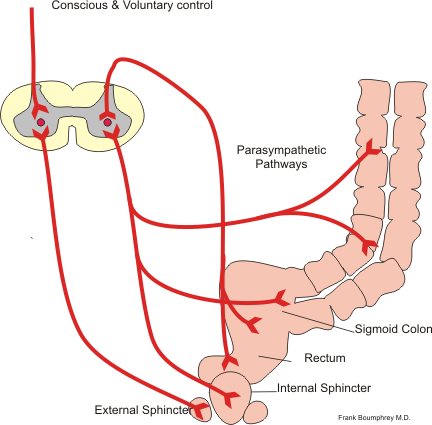
Vegetative Innervation beim Defäkationsreflex, Schema

Ist die Stuhlentleerung unerwünscht, kann sie durch das Zusammenwirken von äußerem Schließmuskel, Musculus levator ani und Musculus puborectalis unterdrückt werden. Nach etwa 30 bis 60 Sekunden erfolgt bei unterdrücktem Kotabsatz eine Anpassung des Mastdarms an die vermehrte Füllung. Die Darmspannung vermindert sich, und die Dehnungsrezeptoren werden auf einen höheren Schwellenwert eingestellt, so dass der Stuhldrang wieder verschwindet. Ein Erwachsener kann den Stuhlabsatz bis zu einer Füllungsmenge von etwa einem Liter unterdrücken.
Die willkürliche Stuhlabgabe wird durch Öffnung des äußeren Schließmuskels und die Erhöhung des Bauchinnendrucks, die durch Anspannung der Skelettmuskulatur (Bauchmuskeln, Zwerchfell) ausgelöst wird, eingeleitet. Die eigentliche Entleerung des Mastdarms erfolgt aber durch die Eigenperistaltik.

## Störungen
Bei Durchtrennung des Rückenmarks (Querschnittlähmung) oberhalb des Sakralmarks kommt es zum Erlöschen des parasympathischen Defäkationsreflexes für mehrere Wochen, danach stellt er sich wieder ein. Durch Fehlen der willkürlichen Komponente kann der Stuhlabsatz aber nicht durchgeführt werden. Bei Schädigung des Sakralmarks selbst fällt auch der parasympathische Defäkationsreflex dauerhaft aus. Eine Darmentleerung ist dann nur durch Suppositorien, Klysmen und/oder digitales Ausräumen möglich.